# Zahrada Strakovy akademie
Zahrada Strakovy akademie má rozlohu 17 000 m² a leží v Praze na Malé Straně na levém břehu Vltavy. Patří k budově bývalé Strakovy akademie, ve které dnes sídlí Úřad vlády České republiky. Zahrada je chráněna jako památka UNESCO a zároveň společně se Strakovou akademii je chráněna jako kulturní památka České republiky.

## Historie
V 15. století zde bývala velká zahrada, na níž pramenila léčivá voda. Vdova po Vratislavu z Pernštejna, Marie Manrique de Lara, v roce 1600 zahradu darovala jezuitskému řádu. Jezuité v ní postavili letní dům a kapli sv. Ignáce a za vlády Rudolfa II. zde jeho lékař Jakub Horčický z Tepence zřídil bylinkovou zahradu. V zahradě pobývali kromě jiného nemocní a přestárlí členové řádu. Na bohoslužby do zdejší barokní kaple sv. Ignáce z Loyoly přiváželi mniši zájemce vlastním přívozem. Roku 1785 zahradu koupil Petr Antonín Bertoni a jezuitský letohrádek proměnil v tančírnu pochybně pověsti. Úřady později tančírnu zrušily a v polovině 19. století si letní dům pronajali evangelíci.

### Přírodovědecká stanice
Fysiokratická společnost založená roku 1869 zřídila v Jezuitské zahradě (v místě dnešní Strakovy akademie) malou přírodovědeckou stanici, kde pěstovali různé rostliny a chovali mnoho druhů zvířat. Propagátory ZOO v Praze se stali i někteří literáti, kromě jiných také Jan Neruda. Z jeho popudu a za pomoci jeho přátel byla v roce 1877 v zahradě postavena ptačí voliéra, která ale nikdy nebyla uvedena v provoz.

### Strakova akademie
Na přelomu 70. a 80. let 19. století zahradu zakoupila nadace hraběte Straky, což byla vzdělávací instituce pro mladé nemajetné české šlechtice. V letech 1893–1896 byla v bývalé jezuitské zahradě z majetku Strakovy nadace postavena Strakova akademie. Zahradu projektovali podle návrhu zahradního architekta Františka Josefa Thomayera a sloužila chovancům k relaxaci a sportovním účelům. Sportovní náčiní bylo odstraněno až v souvislosti s využitím budovy k vládním účelům po roce 1945.

## Rekonstrukce zahrady
V zahradě Strakovy akademie probíhala v letech 2021– 2022 rozsáhlá rekonstrukce podle návrhu Ateliéru manželů Krejčiříkových z roku 2008.  Ve svém projektu se inspirovali stylem a dílem původního architekta Františka Thomayera. Kompoziční řešení prostoru odpovídá novobarokní architektuře budovy i nárokům památkové péče. Projekt byl spolufinancován Evropskou unií – Fondem soudržnosti v rámci Operačního programu Životní prostředí a byl zaměřen na zlepšení hospodaření se srážkovými vodami a výměnu stávajících povrchů zahrady. 

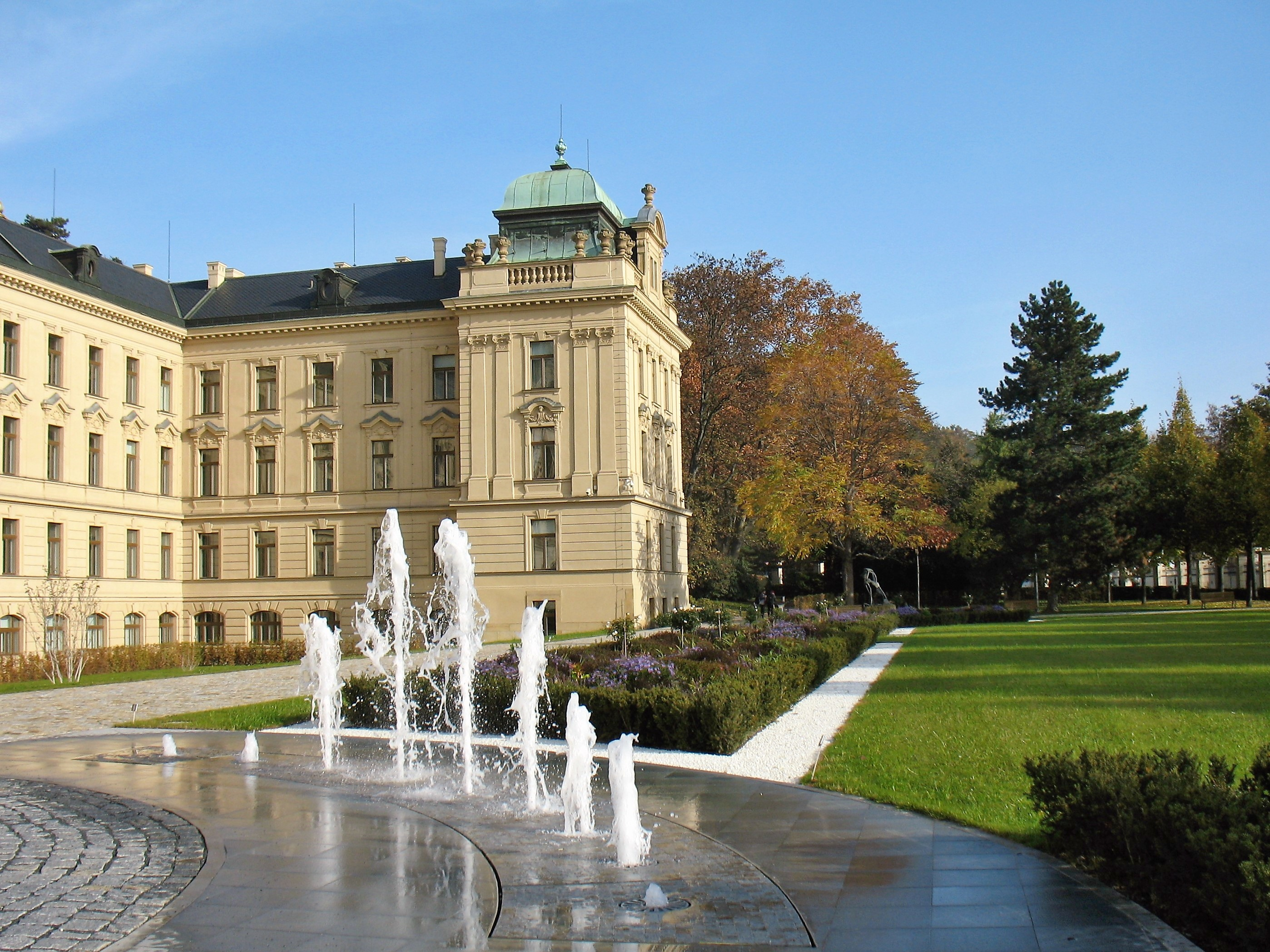
Fontány v centrální části zahrady (říjen 2022)

Z původního návrhu zahrady, který vytvořil František Thomayer, nezbylo téměř nic s výjimkou jednoho stromu –  platanu v rohu zahrady, za kterým se nachází Občanská plovárna. Obnova aleje v zahradě Strakovy akademie započala v roce 1994. Asanované stromy nahradil javor horský. Stav javorů byl po záplavách v roce 2002 neuspokojivý – pouze tři stromy nevykazovaly poškození.
Na základě vyhodnocení dendrologického potenciálu bylo rozhodnuto o nahrazení stromů za novou výsadbu, zachovány byly jen stromy v levé části zahrady, u kterých je potenciál dlouhodobější existence. Do nově založené aleje byla použita lípa Tilia x flavescens „Glenleven“, která je vhodná do městského prostředí. Její růst je předpokladem rychlého vytvoření požadované pohledové bariéry. Obnovu odsouhlasily všechny příslušné instituce.
V hlavní ose zahrady vznikla v rámci rekonstrukce nová fontána, kterou tvoří na každé straně cesty oblouk s devíti vodotrysky. Fontánu v pravidelných intervalech doprovází hudba, podle které se hra vodotrysků řídí.
Slavnostní otevření zrekonstruované zahrady se uskutečnilo 31. srpna 2022 za účasti předsedy vlády ČR Petra Fialy. Během rekonstrukce zahrady vzniklo na 5 000 metrů čtverečních nových dlážděných povrchů. Byly zde obnoveny živé ploty a více než 11 000 m2 trávníků. V zahradě bylo zároveň vysázeno kolem 15 000 květin, mezi nimi i stovky růží. Již o rok dříve byla v severovýchodní části zahrady umístěna nová socha. Jedná se o sochu vlčice a lva, dílo Adama Fejfara z roku 2019, kterou věnovalo velvyslanectví Italské republiky vládě ČR u příležitosti 100. výročí působení italského zastupitelského úřadu v Praze.
Zahrada je v termínech, stanovených Úřadem vlády ČR, pravidelně zpřístupňována veřejnosti.

## Zajímavosti

### Střešní zahrada
Strakova akademie má ještě střešní zahradu s extenzivní zelení na své dvouplášťové střeše.

### Garáže pod zahradou
Součástí objektu, kde se nachází Úřad vlády České republiky, jsou i rozsáhlé garáže pod udržovanou zahradou.

## Zahrada po rekonstrukci

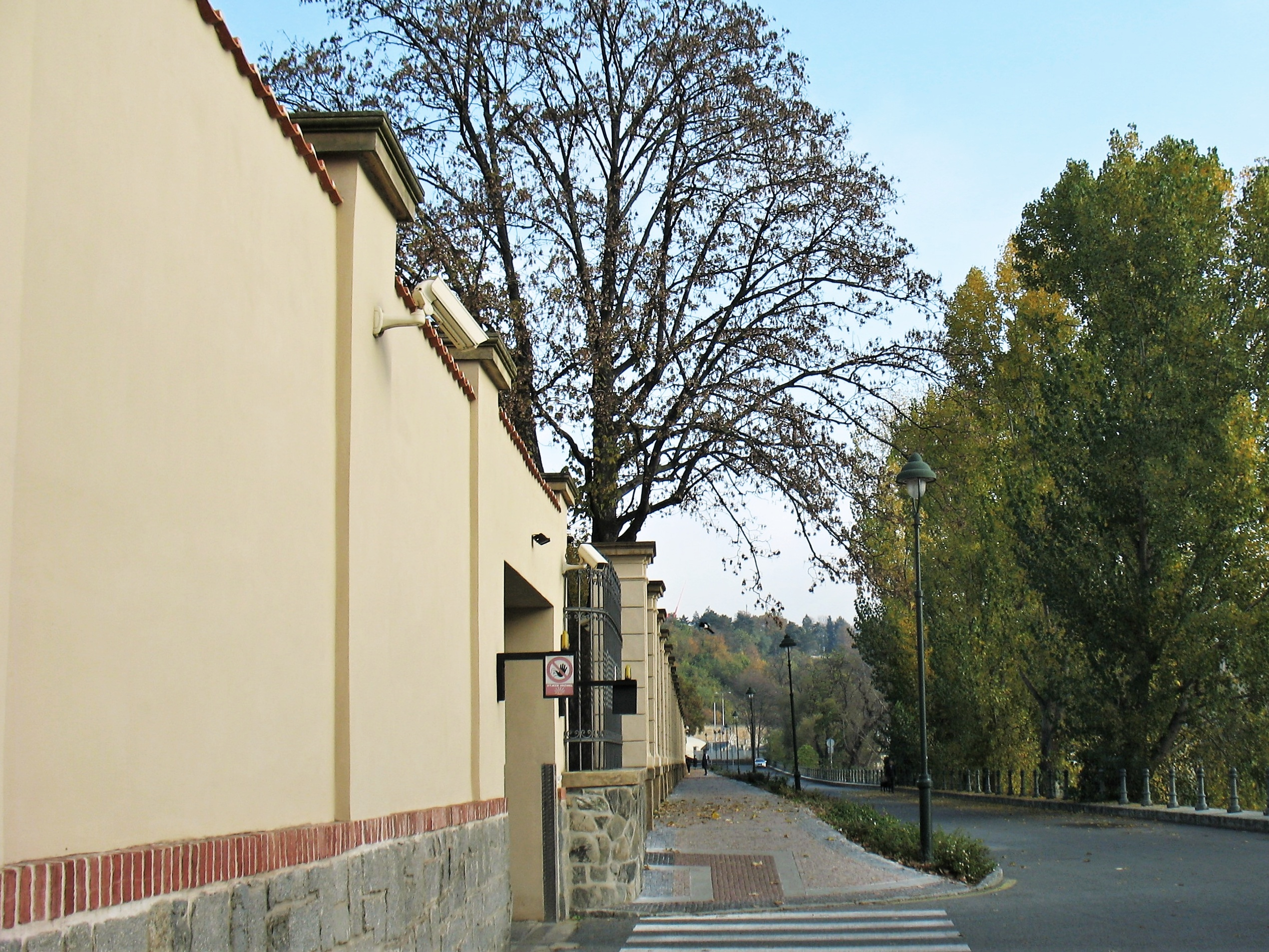
Zeď u vstupní brány do zahrady na Kosárkově nábřeží
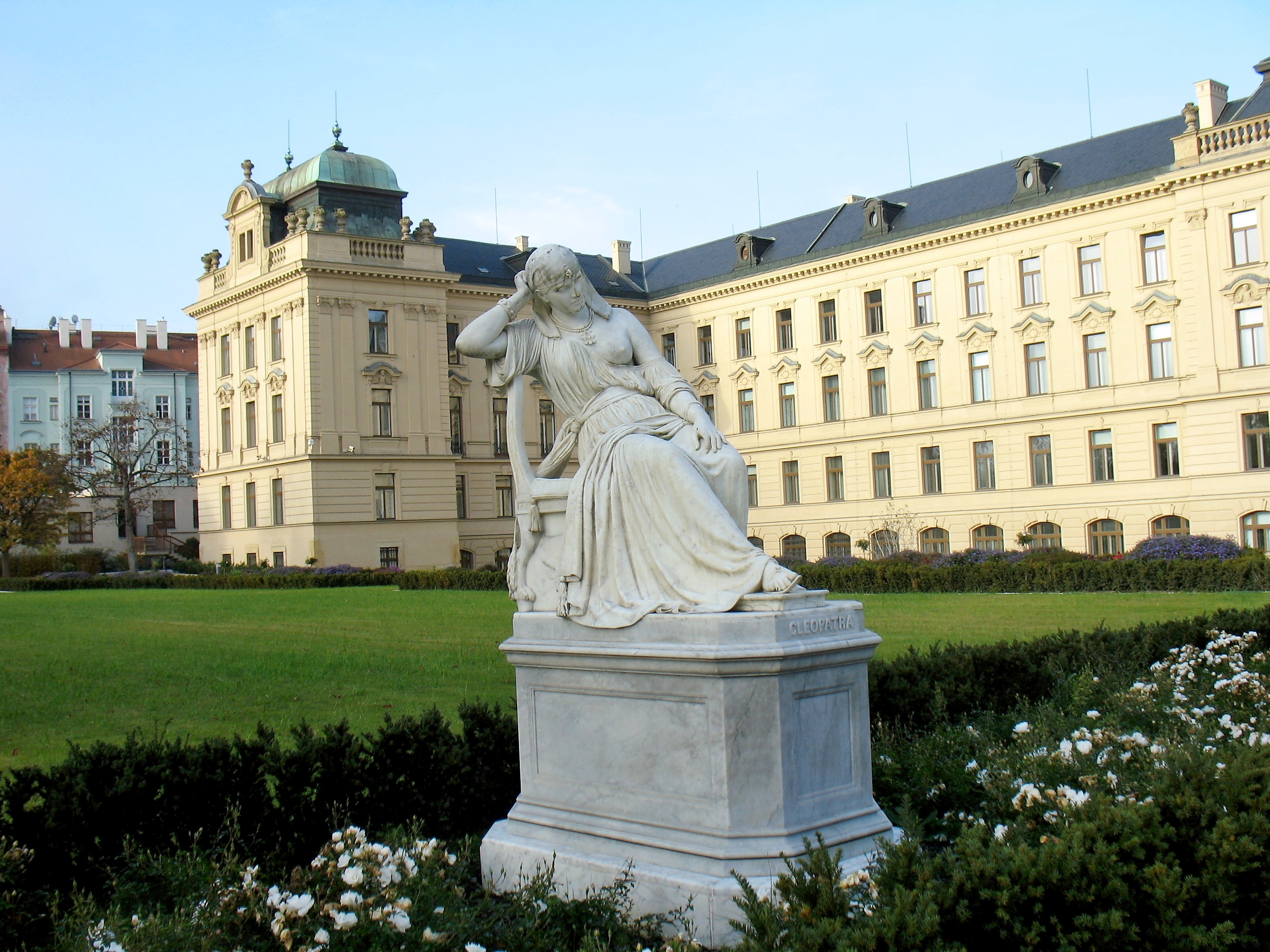
Socha Kleopatry
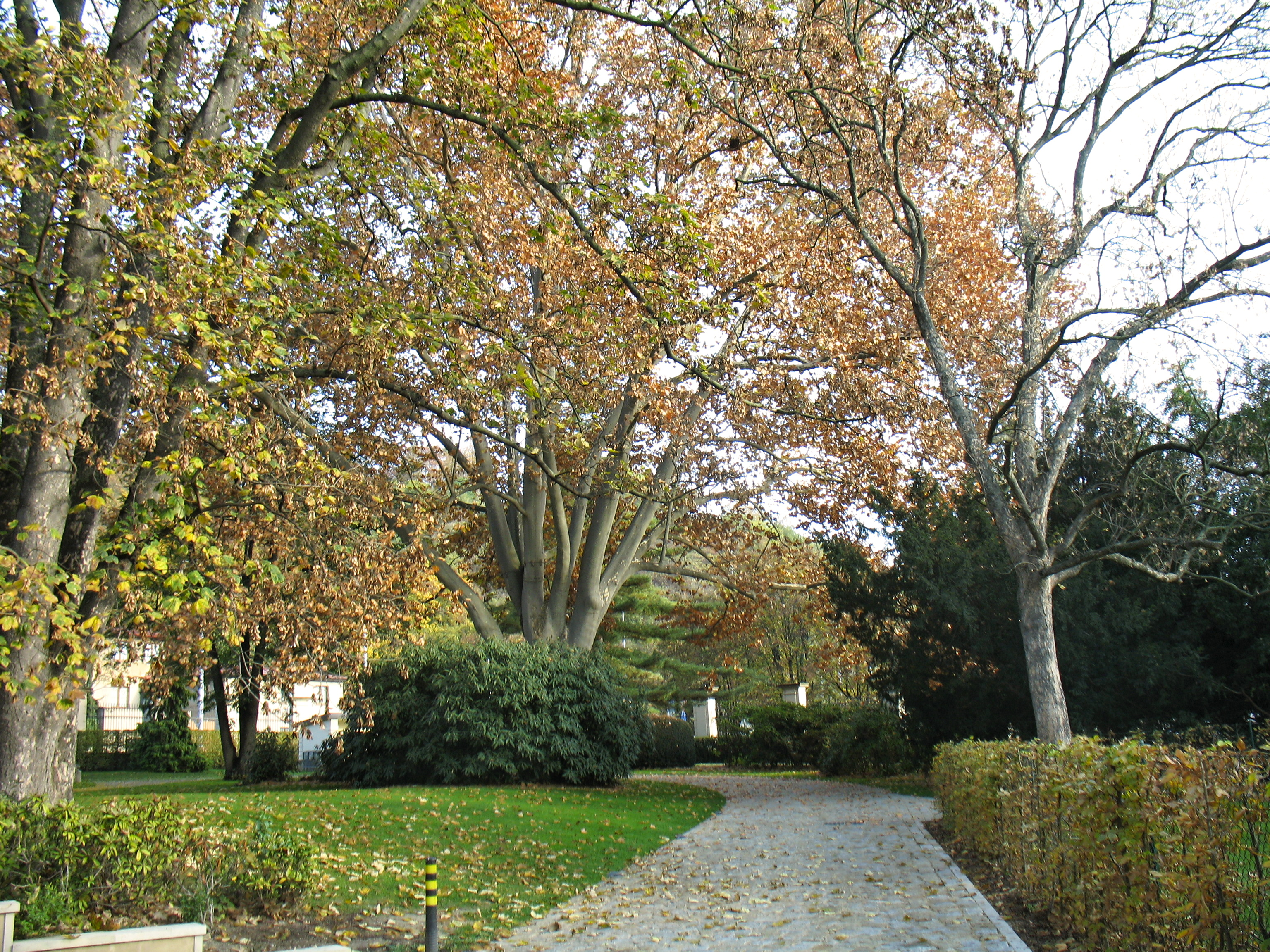
Severovýchodní výběžek zahrady
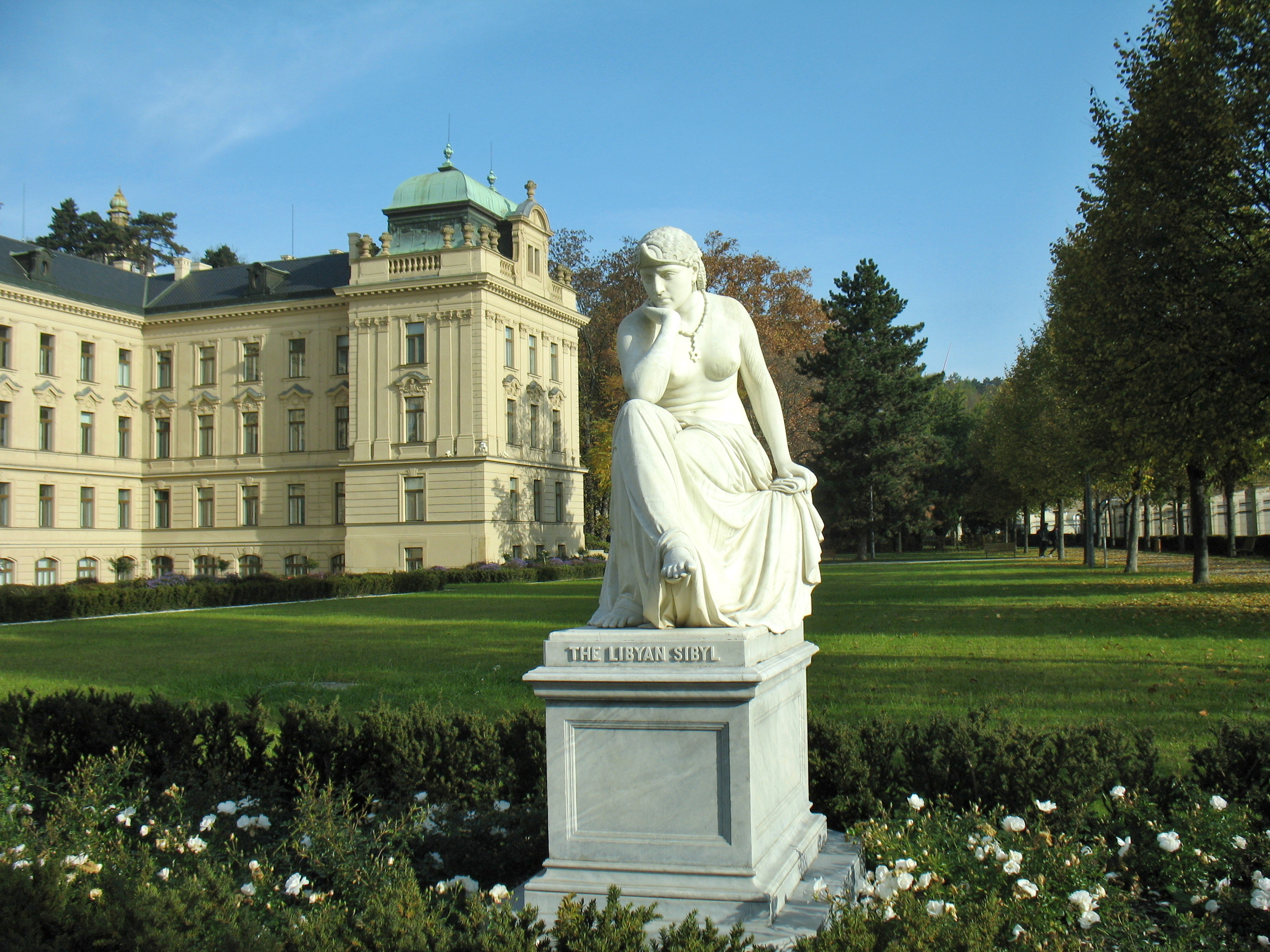
Socha Sibyly Lybijské
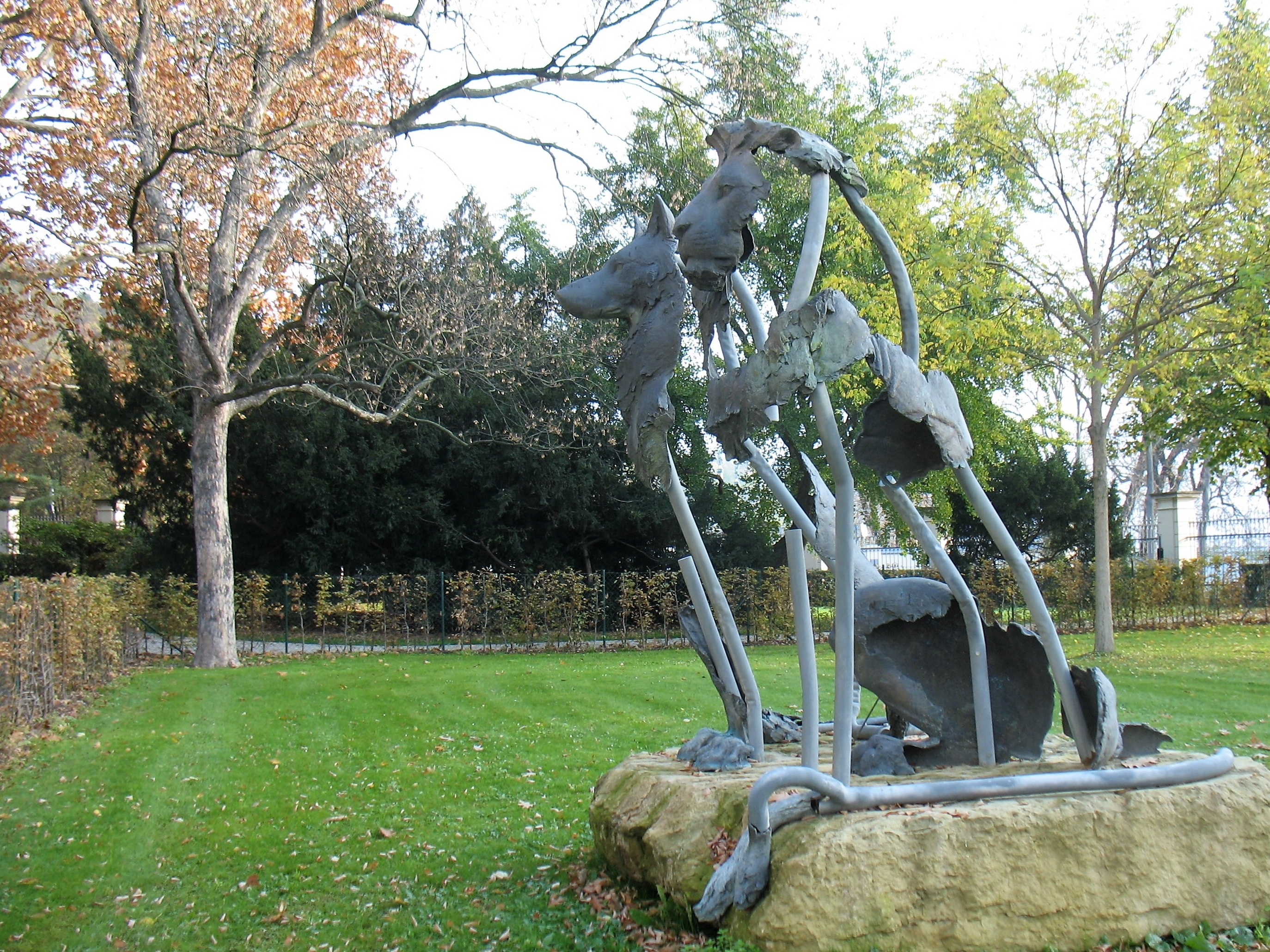
Adam Fejfar: sousoší vlčice a lva
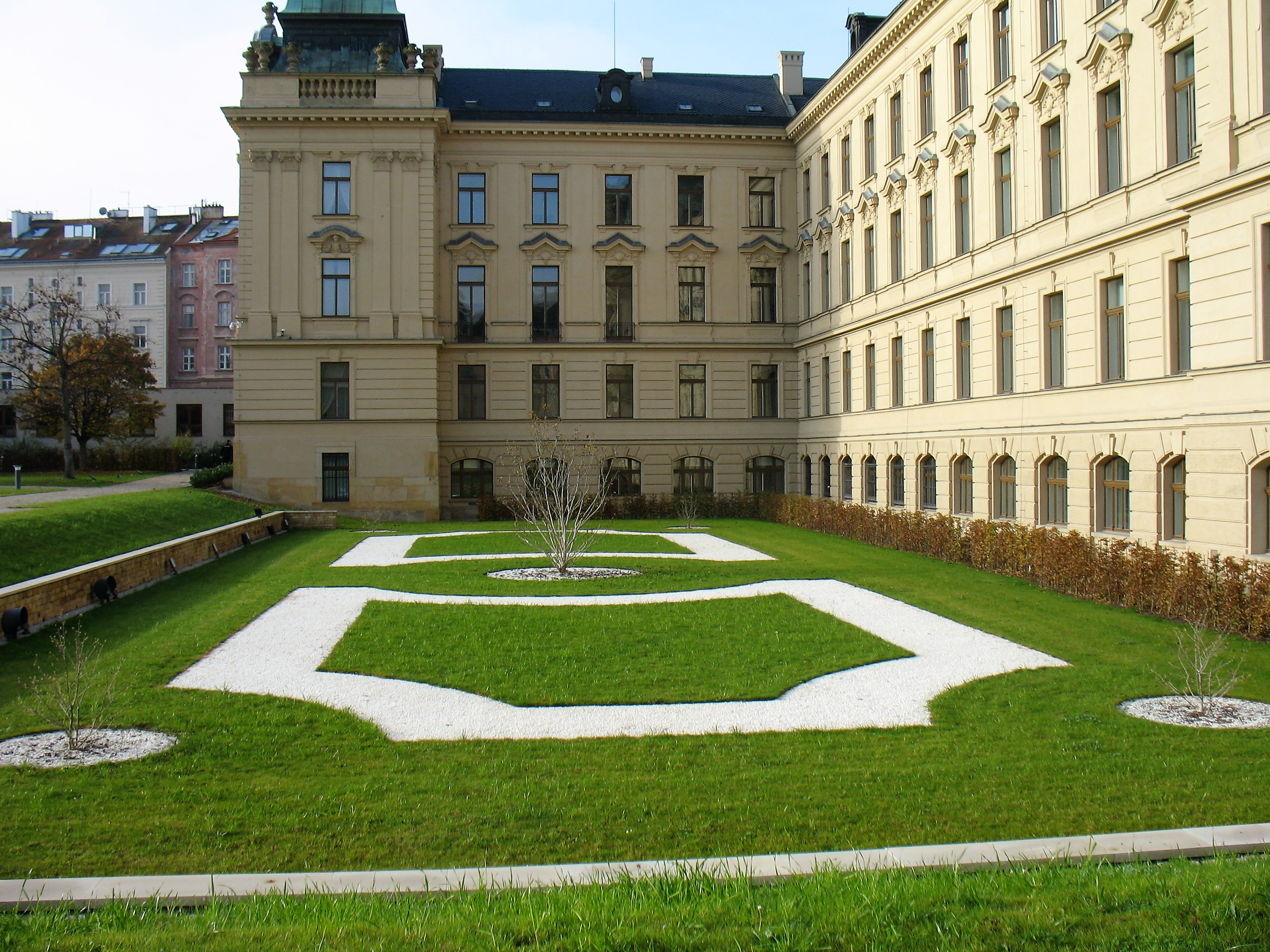
Záhony před sídlem vlády